# Gothart
Gothart byla česká hudební skupina z Prahy. Vznikla v roce 1993 a zabývala se středověkou hudbou. Později však začala hrát i hudbu z jiných období, věnovala se například balkánským lidovým písním. V letech 1996 až 2006 skupina vydala šest studiových alb. V roce 2000 vystupovala v televizním pořadu Noc s Andělem. Během své existence odehrála několik stovek koncertů.

## Diskografie
- Por nos de dulta (1996)
- Stella splendens (1997)
- Adio querida (1999)
- Cabaret (2000)
- Rakija'n'roll (2003)
- Rakioactive (2006)